# ルイ・スミス
ルイ・スミス（Louis Smith、1931年5月20日 - 2016年8月20日、テネシー州メンフィス-）は、アメリカのジャズ・トランペット奏者である。

## 略歴
ミシガン大学在籍中、ソニー・スティット、カウント・ベイシー、キャノンボール・アダレイ、パーシー・ヒース、フィリー・ジョー・ジョーンズ、ルー・ドナルドソン、ドナルド・バード、ケニー・ドーハム、ズート・シムズと共演した後にディジー・ガレスピー、マイルス・デイヴィス、サド・ジョーンズと共演した。
ルイ・スミスはブルーノート・レコードに2枚のリーダー・アルバムを残している。ファースト・アルバム『ヒア・カムズ・ルイ・スミス』は元々、Transition Recordsのためにボストンで収録されたもので、キャノンボール・アダレイがバックショット・ラ・ファンク と言う別名で参加しているほか、トミー・フラナガン、デューク・ジョーダン、アート・テイラー、ダグ・ワトキンスをフィーチャーしている。初期のルイ・スミスは、ミシガン大学、アン・アーバー公立学校で教鞭をとり、その後、スティープル・チェイス・レーベルで録音した。
ルイ・スミスのいとこはトランペット奏者のブッカー・リトルである。スミスは2016年8月20日、85歳で死亡した。

## ディスコグラフィ

### リーダー・アルバム
- 『ヒア・カムズ・ルイ・スミス』 - Here Comes Louis Smith (1958年、Blue Note)
- 『スミスヴィル』 - Smithville (1958年、Blue Note)
- 『ジャスト・フレンズ』 - Just Friends (1978年、SteepleChase)
- Prancin'  (1979年、SteepleChase)
- 『バラッド・コレクション〜煙が目にしみる』 - Ballads for Lulu (1990年、SteepleChase)
- 『ハード・バップ・コレクション〜星影のステラ』 - Silvering (1994年、SteepleChase)
- Strike up the Band (1994年、SteepleChase)
- The Very Thought of You (1995年、SteepleChase)
- I Waited for You (1996年、SteepleChase)
- 『バイ・バイ・ブラックバード』 - Bye Bye Blackbird (1997年、SteepleChase)
- 『ブルー・ボッサ』 - There Goes My Heart (1997年、SteepleChase)
- Once in a While (2000年、SteepleChase)
- Soon (2000年、SteepleChase)
- The Bopsmith (2001年、SteepleChase)
- Louisville (2004年、SteepleChase)

### 参加アルバム
ケニー・バレル
- 『ブルー・ライツ Vol.1』 - Blue Lights Volume 1 (1958年、Blue Note)
- 『ブルー・ライツ Vol.2』 - Blue Lights Volume 2 (1958年、Blue Note)
- 『スウィンギン』 - Swingin' (1980年、Blue Note) ※1956年録音

ホレス・シルヴァー
- 『ライヴ・アット・ニューポート'58』 - Live at Newport '58 (2008年、Blue Note) ※1958年録音

ブッカー・リトル & ヤング・メン・フロム・メンフィス
- 『ダウン・ホーム・リユニオン』 - Down Home Reunion (1959年、United Artists) ※Fresh Sounds 1642